# Chastre-Villeroux-Blanmont
Chastre-Villeroux-Blanmont är en ort i Belgien.   Den ligger i provinsen Vallonska Brabant och regionen Vallonien, i den centrala delen av landet, 30 km sydost om huvudstaden Bryssel. Chastre-Villeroux-Blanmont ligger 133 meter över havet och antalet invånare är 6 243.
Terrängen runt Chastre-Villeroux-Blanmont är platt. Runt Chastre-Villeroux-Blanmont är det ganska tätbefolkat, med 214 invånare per kvadratkilometer.. Närmaste större samhälle är Gembloux, 6,6 km sydost om Chastre-Villeroux-Blanmont. 
Trakten runt Chastre-Villeroux-Blanmont består till största delen av jordbruksmark.